# Yung Berg
Christian Ward, född 1986 i Chicago, Illinois, är en amerikansk rappare. Han är kanske mest känd under sitt artistnamn Yung Berg.